# Ulyaniana nobilis
Ulyaniana nobilis is een keversoort uit de familie Ithyceridae. De wetenschappelijke naam van de soort is voor het eerst geldig gepubliceerd in 1993 door Zherichin.